# جردن تودسی
جُردن تودُسی (انگلیسی: Jordan Todosey؛ زادهٔ ۸ فوریهٔ ۱۹۹۵) بازیگر اهل کانادا است. وی از سال ۲۰۰۵ میلادی تاکنون مشغول فعالیت بوده‌است.
از فیلم‌ها یا مجموعه‌های تلویزیونی که وی در آن‌ها نقش داشته است می‌توان به مرز جنون، دگراسی: نسل بعدی، پلیس‌های تازه‌کار، نجات امید، اوهایو، برنده جایزه نافرمانی و ماجراهای مرداک اشاره نمود.

## جوایز
او در سال ۲۰۱۱ میلادی برندهٔ جایزه جمینای و جایزه پیبادی  شد.